# James Bond 007: Everything or Nothing
James Bond 007: Everything or Nothing (с англ. — «Джеймс Бонд 007: Всё или ничего») — 3D-шутер от третьего лица, в котором игрок управляет мастером шпионажа Джеймсом Бондом.

## Игровой процесс
В игре James Bond 007: Everything or Nothing 29 основных миссий и 4 бонусных. Джеймс Бонд может двигаться в укрытия, прицеливаться и стрелять, участвовать в рукопашной борьбе, использовать свои шпионские гаджеты и выполнять некоторые действия, зависящие от ситуации. Уникальная особенность игры — «Мысли Бонда». Она позволяет игроку видеть мир, как делает это Бонд. С использованием этой способности происходит замедление времени, поэтому игрок имеет шанс обнаружить объекты или врагов, но не может действовать с включённой способностью.
Автомобиль Джеймса Бонда используется в миссиях езды вокруг линейного тракта или по площади, выполняя задачи. Автомобиль Бонда вооружён. В нескольких миссиях от Бонда требуется оставить автомобиль и добираться до цели пешком. Как и в играх 007: Agent Under Fire и James Bond 007: Nightfire разработчики позволяют игроку выполнять определённые действия. Игрок может взорвать бочки, убивая таким образом несколько врагов одновременно. Но есть миссии, в которых он должен оставаться незамеченным.

## Разработка игры
Игра James Bond 007: Everything or Nothing разработана компаниями EA Canada и EA Redwood Shores для PlayStation 2, Xbox и GameCube. Версия для портативной консоли Game Boy Advance была разработана компанией Griptonite Games. Первая игра под названием Tomorrow Never Dies вышла 18 ноября 1999 года на PlayStation. В отличие от первой части, в игре не было поддержки многопользовательского режима Deathmatch, впервые появившегося в этой серии игр в игре GoldenEye 007 1997 года. Впервые в игре про Джеймса Бонда Electronic Arts для озвучивания наняла большое число известных актёров помимо Пирса Броснана, озвучившего Бонда, Джуди Денч и Джона Клиза, исполнявшего роль в предыдущих фильмах о Бонде. Также в игре появились Уиллем Дефо, Шеннон Элизабет, Хайди Клум, Ричард Кил, Мисаки Ито, Майя Хэррисон.

## Отзывы
| Сводный рейтинг       | Сводный рейтинг | Сводный рейтинг | Сводный рейтинг | Сводный рейтинг | Сводный рейтинг |
| Издание               | Оценка          | Оценка          | Оценка          | Оценка          | Оценка          |
| Издание               | Общая           | GBA             | GC              | PS2             | Xbox            |
| --------------------- | --------------- | --------------- | --------------- | --------------- | --------------- |
| GameRankings          | N/A             | 69,58 %         | 84,41 %         | 84,75 %         | 83,10 %         |
| Metacritic            | N/A             | 73/100          | 84/100          | 84/100          | 83/100          |
| Иноязычные издания    |                 |                 |                 |                 |                 |
| Издание               | Оценка          | Оценка          | Оценка          | Оценка          | Оценка          |
| Издание               | Общая           | GBA             | GC              | PS2             | Xbox            |
| Edge                  | 5/10            | N/A             | N/A             | N/A             | N/A             |
| EGM                   | 8,33/10         | N/A             | N/A             | N/A             | N/A             |
| Eurogamer             | N/A             | N/A             | N/A             | 6/10            | N/A             |
| Famitsu               | N/A             | 25/40           | 31/40           | 34/40           | N/A             |
| Game Informer         | 8,5/10          | 6,25/10         | N/A             | N/A             | N/A             |
| GamePro               | [ 17 ]          | [ 18 ]          | N/A             | N/A             | N/A             |
| GameRevolution        | B               | N/A             | N/A             | N/A             | N/A             |
| GameSpot              | 8,8/10          | 7,1/10          | N/A             | N/A             | N/A             |
| GameSpy               | N/A             | [ 22 ]          | [ 23 ]          | [ 24 ]          | [ 25 ]          |
| GameZone              | N/A             | 7/10            | 9/10            | 9,2/10          | 8,9/10 7/10     |
| IGN                   | N/A             | 8/10            | N/A             | 8,5/10          | 8,5/10          |
| Nintendo Power        | N/A             | 4,2/5           | 4,4/5           | N/A             | N/A             |
| OPM                   | N/A             | N/A             | N/A             | [ 35 ]          | N/A             |
| OXM                   | N/A             | N/A             | N/A             | N/A             | 8,2/10          |
| Русскоязычные издания |                 |                 |                 |                 |                 |
| Издание               | Оценка          | Оценка          | Оценка          | Оценка          | Оценка          |
| Издание               | Общая           | GBA             | GC              | PS2             | Xbox            |
| «Домашний ПК»         | [ 37 ]          | N/A             | N/A             | N/A             | N/A             |
| Награды               |                 |                 |                 |                 |                 |
| Издание               | Награда         | Награда         | Награда         | Награда         | Награда         |
| ДПК                   | Выбор редакции  | Выбор редакции  | Выбор редакции  | Выбор редакции  | Выбор редакции  |

Игра получила положительные отзывы от критиков.